# كريستين ميدوز
كريستين ميدوز (بالإنجليزية: Kristen Meadows)‏ هي ممثلة أمريكية، ولدت في 7 يناير 1957 في ميلواكي في الولايات المتحدة.

## وصلات خارجية
- كريستين ميدوز على موقع IMDb (الإنجليزية)
- كريستين ميدوز على موقع ألو سيني (الفرنسية)
- كريستين ميدوز على موقع أول موفي (الإنجليزية)
- كريستين ميدوز على موقع قاعدة بيانات الفيلم (الإنجليزية)
- كريستين ميدوز على موقع كينوبويسك (الروسية)